# Dichotomius cotopaxi
Dichotomius cotopaxi là một loài bọ cánh cứng trong họ Bọ hung (Scarabaeidae).